# Нелгесе
Нелгесѐ (на руски: Нельгесе; на якутски: Нэльгеһэ) е река в Азиатската част на Русия, Източен Сибир, Република Якутия (Саха), ляв приток на река Адича от басейна на Яна. Дължината ѝ е 566 km, която ѝ отрежда 158-о място по дължина сред реките на Русия.
Река Нелгесе води началото си от северните склонове на Верхоянските планини, на 1820 m н.в., в централната част на Република Якутия (Саха). Протича основно по югоизточните части на Янското плато. В горното течение Нелгесе е типична планинска река с дълбока и тясна долина. След това долината и става широка, заблатена, изобилстваща от езера-старици, а руслото ѝ се разширява от 0,5 km в горното до 1,5 – 3 km в долното течение съпроводено с безбройни меандри, множество плитчини и се разделя на ръкави. В този участък наклонът на реката е малък и не превишава 0,2 – 0,3‰. В най-долното течение на много места долината на Нелгесе се стеснява до 150 – 200 m и прилича на дефиле. Скоростта на течението се увеличава до 2,5 – 2,7 m/s, а островите са рядкост. В този участък Нелгесе прилича на типична планинска река, като руслото и става много дълбоко, но тясно – от 30 до 100 m. Бреговете са много стръмни, на места отвесни, като непрекъснато се разрушават от реката и запълват коритото с огромно количество скална маса. Влива се отляво в река Адича (от басейна на Яна), при нейния 351 km, на 272 m н.в., в близост до изоставеното селище Лазо, в северната част на Република Якутия (Саха).
Водосборният басейн на Нелгесе има площ от 815,2 хил. km2, което представлява 16,93% от водосборния басейн на река Адича. В басейнът на реката има около 500 езера.
Водосборният басейн на Нелгесе граничи със следните водосборни басейни:
- на северозапад и изток – водосборните басейни на реките Борулах и Дербеке, леви притоци на Адича;
- на юг – водосборния басейн на река Лена, вливаща се в море Лаптеви;
- на запад – водосборния басейн на река Сартанг, дясна съставяща на Яна;

Река Нелгесе получава множество притоци с дължина над 10 km, но само един от тях е с дължина над 100 km: Кондекан (десен) 123 km, площ на басейна 1750 km2 и се влива при нейния 256 km.
Подхранването на реката е снежно-дъждовно, като преобладава снежното. Характерно е пролетно-лятно пълноводие (месец юни) и лятно-есенни прииждания в резултат на поройни дъждове, при които нивото ѝ се повишава до 5 m. През зимата за период от 1 до 4,5 месеца няма воден отток поради това, че реката замръзва до дъно. Среден годишен отток на 5 km от устието 61,3 m3/s, което като обем се равнява на 1,935 km3, максимален 970 m3/s (месец юни), минимален 18 m3/s (преди пълноводието). Реката замръзва в края на септември или началото на октомври, а се размразява през май, като средната продължителност на заледяването е около 219 денонощия. От декември до април Нелгесе замръзва до дъно, като дебелината на леда достига до 192 см.
Среден многогодишен (от 1967 до 1997 г.) отток на река Нелгесе, на 5 km от устието:
По течението на Нелгесе няма постоянни населени места.